# Jacques Diouf
Jacques Diouf (São Luís, 1 de agosto de 1938 - Paris, 17 de agosto de 2019) era um político e diplomata senegalês. Exerceu as funções de Secretário de Estado e embaixador de seu país. De 1994 a 2011, foi diretor-geral da Organização das Nações Unidas para a Alimentação e a Agricultura (FAO), sucedendo ao libanês Edouard Saouma. Em 2012, foi sucedido por José Graziano da Silva, eleito em junho de 2011.

## Formação
Após concluir seus estudos primários na escola Duval e os secundários no Lycée Faidherbe, ambos em sua cidade natal, Diouf mudou-se para Paris, para estudar na Escola de Agricultura de Grignon, onde formou-se engenheiro agrônomo. Obteve o mestrado em Agronomia Tropical na Escola Nacional de Agronomia Tropical Aplicada, em Nogent-Paris e o doutorado em Ciências Sociais do Mundo Rural na Faculdade de Direito e Ciências Econômicas da Universidade de Sorbonne, também em Paris. Em Nova Iorque, Diouf obteve um Certificado de Gestão e um Certificado Superior de Gestão pela American Management Association.

## Carreira
Diouf começou sua carreira em 1963. Aos 25 anos, tornou-se diretor do escritório europeu do Programa de Comércio Agrícola (OCA), trabalhando entre Paris e Dakar. De 1965 a 1971, trabalhou na Nigéria como diretor do Conselho Africano do Amendoim, em Lagos, e de 1971 a 1977, foi secretário executivo da recém-criada Associação para o Desenvolvimento do Cultivo de Arroz da África Ocidental (WARDA), na cidade liberiana de Monróvia Em 1978, deixou a WARDA para tornar-se Secretário de Estado para Ciência e Tecnologia do governo de Senegal, durante o mandato do primeiro-ministro Abdou Diouf e sob a presidência de Léopold Sédar Senghor. Após a saída de Senghor, continuou no cargo até 1983, quando tornou-se membro do Parlamento do Senegal, presidido por Habib Thiam, e deputado da Confederação da Senegâmbia. Como parlamentar, presidiu o grupo de amizade Senegal-Reino Unido e também a Comissão Parlamentar de Assuntos Estrangeiros. Em Senegal, foi presidente do Comitê de Relações Exteriores. Entre 1984 e 1985, foi conselheiro do presidente e diretor regional do Centro de Pesquisas para o Desenvolvimento Internacional, em Ottawa. De 1985 a 1990, Diouf tornou-se Secretário-Geral do Banco Central dos Estados da África Ocidental (BCEAO), dirigido por Alassane Ouattara e baseado em Dakar. De 1990 a 1991, foi conselheiro especial do diretor Charles Konan Banny, no mesmo banco. Entre maio de 1991 e dezembro de 1993, atuou como embaixador da missão permanente do Senegal junto às Nações Unidas, em Nova Iorque, subordinado ao ministro Djibo Leyti Kâ.
Em 8 de novembro de 1993, foi eleito Diretor-Geral da FAO. Em 1 de janeiro de 1994, deu início em Roma ao seu primeiro mandato de seis anos, sucedendo ao libanês Édouard Saouma. Reeleito por duas vezes, atualmente exerce seu terceiro sexênio, iniciado em janeiro de 2006. Em 13 de setembro de 2006, lançou um apelo em favor de uma "segunda revolução verde", que permitiria o abastecimento de uma população mundial crescente, aliada à preservação dos recursos naturais e do meio ambiente.

### Outras funções
Durante sua carreira, Diouf também exerceu posições de responsabilidade em diversos conselhos.
| Instituição                                                                                             | Local           |
| --- | --------------- |
| Consultative Group on International Agricultural Research (CGIAR)                                       | Washington D.C. |
| World Agroforestry Centre (ICRAF)                                                                       | Nairóbi         |
| International Service for National Agricultural Research (ISNAR)                                        | Haia            |
| International Institute of Tropical Agriculture (IITA)                                                  | Ibadan          |
| International Institute of Scientific Research for African Development                                  | Adiopodoumé     |
| International Foundation for Science                                                                    | Estocolmo       |
| Council of the Islamic Foundation for Science and Technology for Development                            | Jeddah          |
| Advisory Committee on Medical Research Organização Mundial da Saúde                                     | Genebra         |
| Expert Advisory Panel on Public Health Administration and Medical Research Organização Mundial da Saúde | Genebra         |
| Committee on Transfer of Technology Organização Mundial da Saúde                                        | Genebra         |
| Grupo de Conselheiros Africanos Banco Mundial                                                           | Washington D.C. |
| Projeto de Conservação Financeira Internacional World Resources Institute                               | Helsinque       |
| Comitê da Universidade das Nações Unidas World Institute for Development Economics Research             | Helsinque       |
| Comitê executivo African Capacity Building Foundation                                                   | Harare          |
| African Regional Centre for Technology (ARCT)                                                           | Dakar           |
| Industrial Company for the Uses of Solar Energy                                                         | Dakar           |
| Foundation for Development of Science and Technology                                                    | Dakar           |

## Homenagens
Diouf recebeu de governos e instituições acadêmicas inúmeras homenagens internacionais, como a Legião de Honra da França.
| Homenagem                                                          | País                              | Ano  |
| ------------------------------------------------------------------ | --------------------------------- | ---- |
| Cruz de Comendador Ordem do Mérito da República da Hungria         | Hungria                           | 2007 |
| Grã-Cruz Pro Merito Melitensi                                      | Ordem Soberana e Militar de Malta | 2007 |
| Grã-Cruz Ordem Nacional do Cruzeiro do Sul                         | Brasil                            | 2006 |
| Primeira Categoria Ordem da Independência Jordaniense              | Jordânia                          | 2006 |
| Comendador Ordem Nacional de Mali                                  | Mali                              | 2005 |
| Comenda Hilal                                                      | Paquistão                         | 2005 |
| Grão-Mestre Ordem Nacional                                         | Madagáscar                        | 2005 |
| Grã-Cruz Ordem do Coração de Ouro                                  | Filipinas                         | 2004 |
| Ordem Ulises Rojas                                                 | Guatemala                         | 2004 |
| Grã-Cruz Ordem Vasco Núñez de Balboa                               | Panamá                            | 2004 |
| Medalha de Honra do Congresso                                      | Filipinas                         | 2004 |
| Medalha de Comendador Ordem do Mérito Nacional                     | Mauritânia                        | 2003 |
| Medalha de Saint-Georges Instituto Golden Fortune                  | Ucrânia                           | 2003 |
| Ordem do Tosão de Ouro                                             | Geórgia                           | 2003 |
| Grã-Cruz de Cavaleiro Ordem do Elefante Branco                     | Tailândia                         | 2003 |
| Grã-Cruz                                                           | Peru                              | 2002 |
| Comendador Ordem de Saint-Charles                                  | Mónaco                            | 2002 |
| Grã-Cruz Ordem de Quetzal                                          | Guatemala                         | 2001 |
| Ordem Nacional do Mérito de Cooperação e de Desenvolvimento        | Guiné-Bissau                      | 2001 |
| Ordem dos Dois Nilos                                               | Sudão                             | 2000 |
| 1.º Grau Ordem do Dragoeiro                                        | Cabo Verde                        | 2000 |
| Medalha de Honra Ministério da Agricultura e Alimentação           | Geórgia                           | 1999 |
| Grã-Cruz Ordem do Mérito de Maio                                   | Argentina                         | 1998 |
| Comendador Legião de Honra                                         | França                            | 1998 |
| Ordem da Solidariedade                                             | Cuba                              | 1998 |
| Primeira Classe Medalha Henri Pittier                              | Venezuela                         | 1998 |
| Grã-Cruz Ordem Nacional da Grande Estrela                          | Djibuti                           | 1998 |
| Grão-Mestre Ordem da Estrela Jovem                                 | Suriname                          | 1998 |
| Comendador Ordem da Estrela de Anjouan                             | Comores                           | 1997 |
| Comendador Ordem Nacional                                          | Madagáscar                        | 1997 |
| Grã-Cruz Ordem do Mérito da Agricultura, da Pesca e da Alimentação | Espanha                           | 1996 |
| Grã-Cruz Ordem de Gedimin                                          | Lituânia                          | 1996 |
| Comendador Medalha de República do Uruguai                         | Uruguai                           | 1996 |
| Ordem do Mérito de Madre Teresa                                    | Albânia                           | 1996 |
| Comendador Ordem do Mérito Agrícola                                | Canadá                            | 1995 |
| Grande Oficial Ordre de la Valeur                                  | Camarões                          | 1995 |
| Comendador Ordem Nacional                                          | Costa do Marfim                   | 1995 |
| Comendador Ordem do Mérito Centroafricano                          | República Centro-Africana         | 1995 |
| Primeira Classe Ordem do Estado de Aragua                          | Venezuela                         | 1994 |
| Oficial Ordem das Palmas Académicas                                | França                            | 1979 |
| Oficial Legião de Honra                                            | França                            | 1978 |
| Grão-Comendador Ordem da Estrela Africana                          | Libéria                           | 1977 |

Desde 1994, muitas universidades outorgaram-lhe títulos e menções, incluindo 14 títulos de doutor honoris causa.
| Tipo                 | Universidade                                                               | País                 | Ano  |
| -------------------- | -------------------------------------------------------------------------- | -------------------- | ---- |
| Doutor honoris causa | Universidade Politécnica de Valencia                                       | Espanha              | 2009 |
| Doutor honoris causa | Universidade de Pérouse                                                    |                      | 2007 |
| Doutor honoris causa | Academia de Agronomia                                                      | Azerbaijão           | 2005 |
| Doutor honoris causa | Universidade Szent István                                                  | Hungria              | 2004 |
| Doutor honoris causa | Academia Agrícola da Armênia                                               | Armênia              | 2004 |
| Doutor honoris causa | Faculdade de Agronomia e Medicina Veterinária Universidade de Buenos Aires | Argentina            | 2004 |
| Doutor honoris causa | Universidade Nacional de Agricultura                                       | Ucrânia              | 2003 |
| Doutor honoris causa | Universidade de São Domingos                                               | República Dominicana |      |
| Doutor honoris causa | Universidade Nacional Agrícola "La Molina"                                 | Peru                 | 2002 |
| Membro Estrangeiro   | Academia de Agricultura da França                                          | França               | 2000 |
| Membro de Honra      | Academia de Ciências e Tecnologias do Senegal                              | Senegal              | 2000 |
| Doutor honoris causa | Universidade Tcheca de Agricultura                                         | Chéquia              | 2000 |
| Doutor honoris causa | Universidade Agrícola do Estado                                            | Geórgia              | 1999 |
| Doutor honoris causa | Universidade Politécnica de Madri                                          | Espanha              | 1998 |
| Membro               | Academia de Ciências Agrícolas                                             | Índia                | 1998 |
| Doutor honoris causa | Universidade Laval                                                         | Canadá               | 1996 |
| Doutor ad honorem    | Universidade de Tuscia                                                     | Itália               | 1996 |
| Medalha de Honra     | Universidade de Tartu                                                      | Estónia              | 1996 |
| Professor Honorário  | Universidade Agrícola da China                                             | China                | 1995 |
| Doutor honoris causa | Universidade de Nitra                                                      | Eslováquia           | 1995 |
| Membro Honorário     | Academia de Stünte Agricole si Silvice Gheorghe Ionescu Sisesti            | Roménia              | 1994 |

## Críticas
Em 14 de maio de 2006, o jornal britânico The Guardian publicou a carta de demissão de Louise Fresco, Diretor Assistente Geral da FAO. Em sua carta, o respeitado doutor criticou o estilo de gestão de Diouf:
| “ | Estou triste por você ter se isolado tanto da maioria dos gestores seniores. Combinado com uma falta de transparência nas tomadas de decisão, você estimulou uma cultura do silêncio, de rumores e até de medo. (…) A Organização não foi capaz de adaptar-se a uma nova era. (…) Nossa contribuição e reputação caíram bastante. (…) Sua liderança não propôs alternativas sérias para superar essa crise. | ” |

## Religião
Em 2009, Diouf tomou parte em um sínodo especial para a África organizado pela Igreja Católica em Roma, apesar de ele ser muçulmano. O sínodo discutiu diversos temas que não estavam diretamente relacionados à religião, e que envolviam a cooperação entre a Igreja e as Nações Unidas, como a segurança alimentar, a situação do sistema de saúde africano e as tentativas de solucionar os conflitos e alcançar a paz no continente.

## Família
Desde 1963, é casado com Aïssatou Seye, com quem tem cinco filhos.

## Fome
Diouf afirma que a fome é, acima de tudo, um problema político e econômico. Segundo estimativas de 2003 e 2004, dos 6,3 bilhões de habitantes do planeta, dois bilhões de indivíduos passam fome, e a razão, segundo Diouf, é a repartição desigual das riquezas.
| “ | O planeta produz alimentos suficientes para que todos os seus habitantes possam se nutrir satisfatoriamente. | ” |

### Publicações
- Éthique scientifique et problématique alimentaire (em francês). Paris: Discours et notices biographiques de l'Académie des Sciences. 1998
- Éloges de Senghor (em francês). Paris: Unesco. 1996
- The Challenge of Agricultural Development in Africa (em inglês). Washington D.C.: Consultative Group in International Agricultural Research, World Bank, Sir John Crawford Memorial Lecture. 1989
- Intérêts et objectifs de l'Afrique dans les Sommets francophones, nouvel instrument des relations internationales (em francês). Québec: Centre québécois des relations internationales, Collection Choix. 1988
- Le fondement du dialogue scientifique entre les civilisations euro-occidentales et négro-africaines (em francês). Viena: Dialogue Westeuropa Schwarzafrica, Verlag Fritz Molden. 1979
- La détérioration du pouvoir d'achat de l'arachide (em francês). Paris: Club Nation and Development, Présence africaine. 1972